# Stickney (krater)

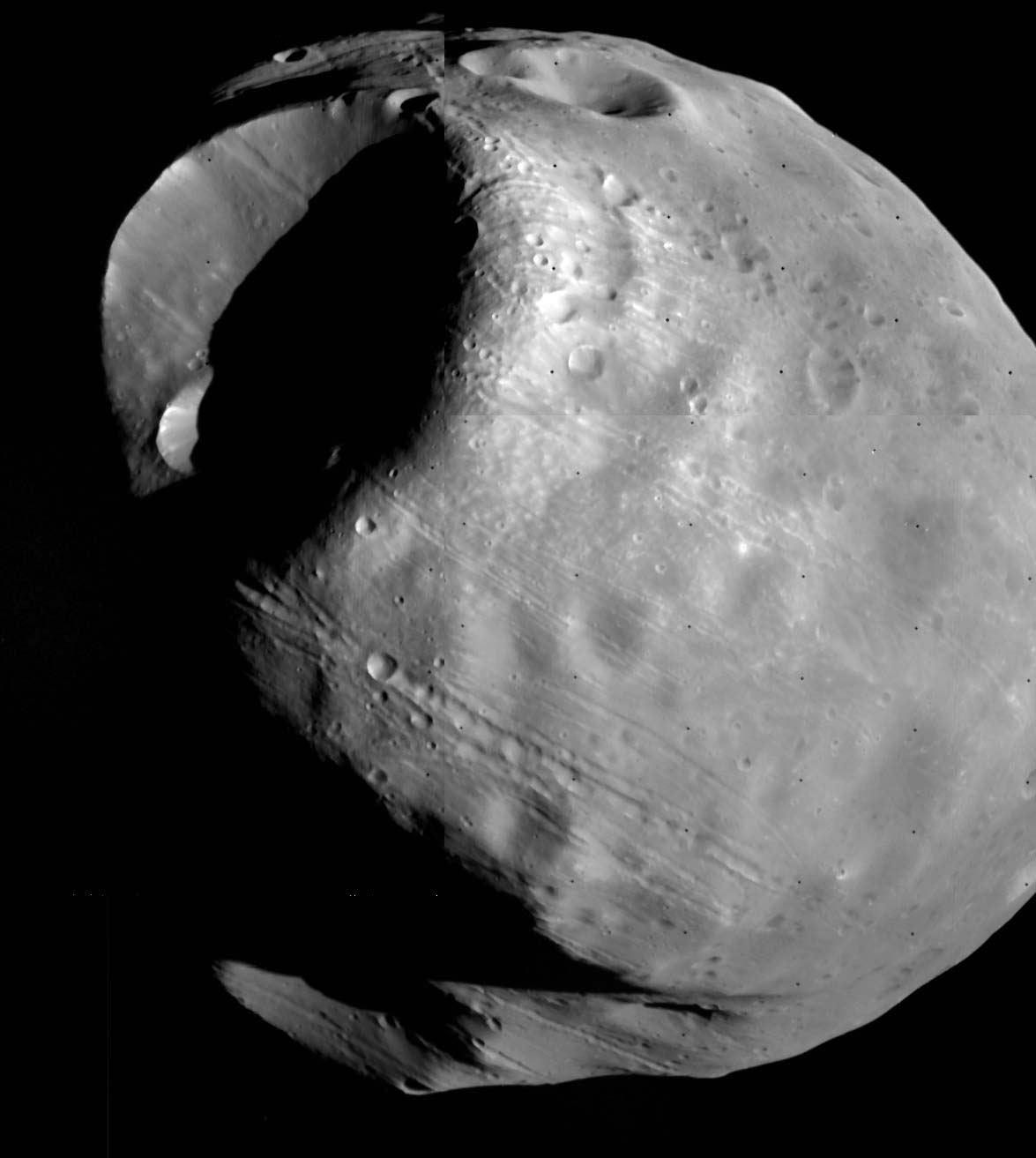
Fobos z widocznym kraterem Stickney. Montaż trzech zdjęć wykonanych przez sondę Viking 1 19 października 1978.

Stickney – największy krater na księżycu Marsa, Fobosie. 
Został nazwany na cześć Angeline Stickney, żony odkrywcy Fobosa Asapha Halla. 
Krater ma ponad 9-kilometrową średnicę, znajduje się w punkcie o współrzędnych 5°S 55°W. Sąsiadującymi kraterami obok niego są: D'Arrest, Sharpless, Todd, Roche. 
Na Fobosie widoczne są bruzdy, które wydają się rozchodzić od krateru. Na podstawie tego stawiano hipotezy, iż uderzenie meteorytu, które spowodowało powstanie krateru było bliskie zniszczenia Fobosa, jednak dane zebrane przez sondę Mars Express wskazują, iż struktury te mają inne pochodzenie.